# Campeonato Mundial de Ciclismo em Estrada de 2013
O LXXX Campeonato Mundial de Ciclismo em Estrada realizou-se em Florença (Itália) entre 21 e 29 de setembro de 2013, baixo a organização da União Ciclista Internacional (UCI) e a Federação Italiana de Ciclismo.
O campeonato constou de corridas nas especialidades de contrarrelógio e de estrada, nas divisões elite masculino, elite feminino e masculino sub-23; as provas de contrarrelógio elite disputaram-se individualmente e por equipas. Ao todo outorgaram-se oito títulos de campeão mundial.
As corridas disputaram-se em diferentes circuitos traçados pela região italiana de Toscana, com ponto final em Florença (enfrente do Nelson Mandela Fórum). Os pontos de partida das diferentes corridas encontravam-se nas cidades de Lucca, Montecatini Terme e Pistoia.
No marco deste campeonato, também se disputou o Campeonato Mundial Júnior para ciclistas menores de 19 anos.

## Programa
| Dia            | Evento                               | Trajeto                                 | Distância (km) | Ganhador                                |
| -------------- | ------------------------------------ | --------------------------------------- | -------------- | --------------------------------------- |
| 22 de setembro | Contrarrelógio por equipas feminina  | Pistoia – Nelson Mandela Fórum          | 42,79          | Specialized-Lululemon ( Estados Unidos) |
| 22 de setembro | Contrarrelógio por equipas masculina | Montecatini – Nelson Mandela Fórum      | 57,20          | Omega Pharma-Quick Step ( Bélgica)      |
| 23 de setembro | Contrarrelógio sub-23 masculina      | Pistoia – Nelson Mandela Fórum          | 43,49          | Damien Howson ( Austrália)              |
| 24 de setembro | Contrarrelógio feminina              | Florença Cascine – Nelson Mandela Fórum | 22,05          | Ellen van Dijk ( Países Baixos)         |
| 25 de setembro | Contrarrelógio masculina             | Montecatini – Nelson Mandela Fórum      | 57,90          | Tony Martin ( Alemanha)                 |
| 27 de setembro | Estrada sub-23 masculina             | Montecatini – Nelson Mandela Fórum      | 173,19         | Matej Mohorič ( Eslovênia)              |
| 28 de setembro | Estrada feminina                     | Montecatini – Nelson Mandela Fórum      | 140,05         | Marianne Vos ( Países Baixos)           |
| 29 de setembro | Estrada masculina                    | Lucca – Nelson Mandela Fórum            | 272,26         | Rui Costa ( Portugal)                   |

## Resultados

### Masculino
- Contrarrelógio individual

| Posto  | Ciclista          | País        | Tempo      |
| ------ | ----------------- | ----------- | ---------- |
| Ouro   | Tony Martin       | Alemanha    | 1:05:36,65 |
| Prata  | Bradley Wiggins   | Reino Unido | 1:06:22,74 |
| Bronze | Fabian Cancellara | Suíça       | 1:06:22,99 |

- Contrarrelógio por equipas

| Posto  | Ciclistas | Equipa (país)                        | Tempo      |
| ------ | --- | ------------------------------------ | ---------- |
| Ouro   | Sylvain Chavanel ( França) · Tony Martin ( Alemanha) · Niki Terpstra ( Países Baixos) · Peter Velits ( Eslováquia) · Kristof Vandewalle ( Bélgica) · Michał Kwiatkowski ( Polónia)                | Omega Pharma-Quick Step · ( Bélgica) | 1:04:16,81 |
| Prata  | Svein Tuft ( Canadá) · Luke Durbridge ( Austrália) · Daryl Impey ( África do Sul) · Brett Lancaster ( Austrália) · Michael Hepburn ( Austrália) · Jens Mouris ( Países Baixos)                    | Orica-GreenEDGE · ( Austrália)       | 1:04:17,62 |
| Bronze | Richie Porte ( Austrália) · Vasil Kiryienka ( Bielorrússia) · Chris Froome ( Reino Unido) · Edvald Boasson Hagen ( Noruega) · Geraint Thomas ( Reino Unido) · Kanstantsin Sivtsov ( Bielorrússia) | Sky · ( Reino Unido)                 | 1:04:39,36 |

- Estrada

| Posto  | Ciclista           | País     | Tempo   |
| ------ | ------------------ | -------- | ------- |
| Ouro   | Rui Costa          | Portugal | 7:25:43 |
| Prata  | Joaquim Rodríguez  | Espanha  | 7:25:43 |
| Bronze | Alejandro Valverde | Espanha  | 7:26:00 |

### Feminino
- Contrarrelógio individual

| Posto  | Ciclista        | País           | Tempo    |
| ------ | --------------- | -------------- | -------- |
| Ouro   | Ellen van Dijk  | Países Baixos  | 27:48,18 |
| Prata  | Linda Villumsen | Nova Zelândia  | 28:12,28 |
| Bronze | Carmen Small    | Estados Unidos | 28:16,92 |

- Contrarrelógio por equipas

| Posto  | Ciclistas | Equipa (país)                             | Tempo    |
| ------ | --- | ----------------------------------------- | -------- |
| Ouro   | Trixi Worrack ( Alemanha) · Lisa Brennauer ( Alemanha) · Ellen van Dijk ( Países Baixos) · Evelyn Stevens ( Estados Unidos) · Carmen Small ( Estados Unidos) · Katie Colclough ( Reino Unido)                    | Specialized-Lululemon · ( Estados Unidos) | 51:10,69 |
| Prata  | Marianne Vos ( Países Baixos) · Annemiek Van Vleuten ( Países Baixos) · Pauline Ferrand Prevot ( França) · Lucinda Brand ( Países Baixos) · Thalita de Jong ( Países Baixos) · Roxane Knetemann ( Países Baixos) | Rabobank-Liv Giant · ( Países Baixos)     | 52:21,78 |
| Bronze | Loes Gunnewijk ( Países Baixos) · Melissa Hoskins ( Austrália) · Emma Johansson ( Suécia) · Shara Gillow ( Austrália) · Amanda Spratt ( Austrália) · Annette Edmondson ( Austrália)                              | Orica-AIS · ( Austrália)                  | 52:44,52 |

- Estrada

| Posto  | Ciclista       | País          | Tempo   |
| ------ | -------------- | ------------- | ------- |
| Ouro   | Marianne Vos   | Países Baixos | 3:44:00 |
| Prata  | Emma Johansson | Suécia        | 3:44:15 |
| Bronze | Rossella Ratto | Itália        | 3:44:15 |

### Sub-23
- Contrarrelógio individual

| Posto  | Ciclista            | País      | Tempo    |
| ------ | ------------------- | --------- | -------- |
| Ouro   | Damien Howson       | Austrália | 49:49,47 |
| Prata  | Yoann Paillot       | França    | 50:47,08 |
| Bronze | Lasse Norman Hansen | Dinamarca | 51:00,10 |

- Estrada

| Posto  | Ciclista       | País          | Tempo   |
| ------ | -------------- | ------------- | ------- |
| Ouro   | Matej Mohorič  | Eslovênia     | 4:20:18 |
| Prata  | Louis Meintjes | África do Sul | 4:20:21 |
| Bronze | Sondre Enger   | Noruega       | 4:20:31 |

## Medalheiro
| Ordem | País           | Medalha de ouro | Medalha de prata | Medalha de bronze | Total |
| ----- | -------------- | --------------- | ---------------- | ----------------- | ----- |
| 1     | Países Baixos  | 2               | 1                | 0                 | 3     |
| 2     | Austrália      | 1               | 1                | 1                 | 3     |
| 3     | Estados Unidos | 1               | 0                | 1                 | 2     |
| 4     | Alemanha       | 1               | 0                | 0                 | 1     |
| 4     | Bélgica        | 1               | 0                | 0                 | 1     |
| 4     | Eslovênia      | 1               | 0                | 0                 | 1     |
| 4     | Portugal       | 1               | 0                | 0                 | 1     |
| 8     | Espanha        | 0               | 1                | 1                 | 2     |
| 8     | Reino Unido    | 0               | 1                | 1                 | 2     |
| 10    | França         | 0               | 1                | 0                 | 1     |
| 10    | Nova Zelândia  | 0               | 1                | 0                 | 1     |
| 10    | África do Sul  | 0               | 1                | 0                 | 1     |
| 10    | Suécia         | 0               | 1                | 0                 | 1     |
| 14    | Dinamarca      | 0               | 0                | 1                 | 1     |
| 14    | Itália         | 0               | 0                | 1                 | 1     |
| 14    | Noruega        | 0               | 0                | 1                 | 1     |
| 14    | Suíça          | 0               | 0                | 1                 | 1     |
|       | TOTAL          | 8               | 8                | 8                 | 24    |